# S&P Global Platts
Platts (до 2000 года — Platt’s) — американское информационное агентство, которое специализируется на публикации ценовых котировок на нефть, нефтепродукты, природный газ, продукты нефтехимии и промышленные металлы, торгуемые в различных регионах мира (котировальное агентство). Является подразделением американской корпорации S&P Global.
С 28 апреля 2016 года агентство носило название S&P Global Platts. В 2022 году, после слияния S&P Global с IHS Markit, подразделение S&P Global Platts было объединено с IHS Markit ENR под названием S&P Global Commodity Insights.
Наряду с британским Argus Media Platts признается одним из двух наиболее влиятельных котировальных агентств на мировом рынке нефти и нефтепродуктов (Price Reporting Agencу).
В апреле 2014 г. головной офис агентства Platts был переведен из штаб-квартиры McGraw-Hill в Нью-Йорке в Лондон (в деловой район Canary Wharf). Региональные штаб-квартиры Platts расположены в Хьюстоне, Нью-Йорке и Сингапуре. В 15 офисах Platts, расположенных в крупнейших мировых центрах торговли энергоносителями, работает около 1 тыс. сотрудников.

## История
Platts функционирует в мире бизнеса уже более века. В 1909 году журналист Уоррен Платт (англ. Warren Cumming Platt) организовал в Кливленде (штат Огайо) издание ежемесячного журнала Национальные нефтяные новости (National Petroleum News). Его целью было нивелировать разницу в информации, которую предоставляли независимые нефтяные компании и крупные ТНК, и тем самым увеличить прозрачность нефтяного рынка. Печатая надёжную рыночную информацию, Платт не только хотел приподнять занавес непрозрачной рыночной модели, но и повысить конкурентоспособность компаний.
В 1923 году У.Платт начинает выпуск ежедневного информационного бюллетеня Platts Oilgram Price Report («Горошинку Платта»), в котором стали публиковаться данные о рыночных ценах и информация о состоянии нефтяного рынка.
В 1953 году нью-йоркская издательская группа McGraw-Hill Companies приобрела издательство Platts Price Service и журнал National Petroleum News, выпускавшийся к тому времени отдельно.
В 1975 году Platts начинает выпуск издания Platts European Petrochemicals, которое содержало информацию о рынке продуктов нефтехимии.
В 1984 году Platts запускает первый проект по информационному обслуживанию в режиме реального времени — электронный бюллетень Platts Global Alert (PGA), который содержит ценовые котировки и новости о текущей ситуации на нефтяном рынке и изначально распространялся через использованный группой McGraw-Hill ранний интернет-интегратор — Electronic Market Information Service (EMIS).
В 1988 году Platts начинает публикацию индексов спотовых цен на природный газ в США.
В 1989 году группа McGraw-Hill приобретает еженедельник Metals Week, и Platts запускает (в 1994 году) новый проект по информационному обслуживанию в режиме реального времени — Metals Alert. Это событие явилось выходом агентства за привычные рамки информационного обеспечения участников рынка углеводородов.
В начале 90-х годов Platts запускает проект по информационному обслуживанию в режиме реального времени европейского рынка природного газа и электроэнергии — European Power Alert.
В 2001 году группа McGraw-Hill приобретает фирму Financial Times Energy (FT Energy) у британской издательской группы Financial Times, и Platts становится главным поставщиком ежедневных ценовых котировок на природный газ, уголь и электроэнергию в США и Европе, запустив такие информационные бюллетени как Megawatt Daily, Gas Daily, Coal Outlook и Power in Europe.
В 2008 году Platts совместно с российским информационным агентством «Интерфакс» начали выпуск совместного русскоязычного издания о рынке энергоресурсов «ЭнергоСкан».
В 2005 году Platts запустило два новых проекта по информационному освещению торговли сжиженным природным газом (Platts LNG Daily) и квотами на выбросы парниковых газов (Platts Emissions Daily).
В конце 2012 года группа McGraw-Hill приобрела швейцарскую компанию Kingsman SA, являющуюся лидером в предоставлении ценовой информации и новостей мирового рынка биотоплива и сахара, и Platts включает эти информационные продукты в свою линейку бюллетеней.
В 2011 году группа McGraw-Hill приобрела базирующуюся в Денвере (штат Колорадо) информационную фирму Bentek Energy LLC, которая в настоящее время является аналитическим подразделением Platts в области торговли природным газом, газовым конденсатом, нефтью и электроэнергией в США.
В июле 2014 года группа McGraw-Hill приобрела базирующуюся в Ставангере (Норвегия) информационную фирму Eclipse Energy Group AS, которая специализируется на освещении европейских рынков природного газа и электроэнергии и мирового рынка сжиженного природного газа, и Platts включает информационные продукты Eclipse Energy в свои информационные бюллетени.

## Структура и руководство
Агентство Platts не зарегистрировано как самостоятельное юридическое лицо и является лишь подразделением (англ. division) американской издательской группы McGraw-Hill, в которую также входят международное рейтинговое агентство Standard & Poor's, компания S&P Dow Jones Indices, публикующая фондовые индексы, и аналитическая и консалтинговая фирма S&P Capital IQ.
До 2000-х годов агентство Platts являлось подразделением (Commodities Division) Standard & Poor's.
Самостоятельно агентство Platts финансовые результаты своей деятельности не публикует, они включаются в годовой отчёт холдинга McGraw Hill Financial. В 2014 году более 60 % выручки Platts получено от деятельности за пределами США.
Президентом Platts с сентября 2015 года является Имоджен Д. Хатчер (Imogen Dillon Hatcher), которая до этого занимала должность президента S&P Capital IQ.
C 2009 по сентябрь 2015 года президентом Platts являлся Ларри Нил (Larry Neal).э.

## Деятельность
В настоящее время агентство Platts выпускает широкую гамму информационных бюллетеней, состоящих из новостей индустрии и текущих котировок цен на различные сорта нефти, виды нефтепродуктов, природный газ, электроэнергию, уголь, нефтехимию, промышленные металлы, квоты на выбросы парниковых газов. Агентство, в частности, публикует котировки маркерных сортов нефти Brent, Dubai и West Texas Intermediate (WTI), которые непосредственно используются в большинстве заключаемых контрактов купли-продажи как этих сортов нефти, так и множества других экспортных сортов нефти по всему миру. В своей методике сбора и публикации ценовой информации Platts использует цены спроса и предложения, реально сложившиеся на рынках физического товара.
Информационные бюллетени Platts распространяются по платной подписке преимущественно по сети интернет с использованием оригинального программного обеспечения (т. н. система Platts On The Net — POTN), которое устанавливается на компьютеры подписчиков.
Ежегодно агентство Platts публикует рейтинг крупнейших энергетических компаний мира Top 250 Global Energy Company Rankings.